# دیفتری
دیفتِری (به فرانسوی: Diphtérie) یا خُنّاق، یک بیماری حاد باکتریایی دستگاه تنفسی است. دیفتری بیماری عفونی بسیار واگیرداری است که باعث ایجاد غشایی کاذب در حلق و حنجره می‌شود. از عوارض آن گلودرد، ورم خوضیه؛ تب، سرفه، و گرفتگی صدا است و در صورت وخامت، ناراحتی‌های قلبی، کلیوی، و فلج دست و پا را موجب می‌شود. عامل دیفتری یک باکتری به نام کورینه‌باکتریوم دیفتری است که عموماً گلو را مبتلا می‌کند.
دیفتری بیماری شدید و بالقوه کشنده‌ای است که میزان مرگ و میر آن در کودکان خردسال و افراد مسن زیادتر است. در واقع دیفتری یک کلمه یونانی است و اسم بیماری است که در آن قسمت فوقانی دستگاه تنفسی دچار مشکل می‌شود و از علایم آن می‌توان به گلودرد، تب خفیف و مواد و غشاهای چسب‌ناک بر روی لوزه و حلق و داخل سوراخ بینی اشاره کرد و نوع خفیف آن نیز می‌تواند به پوست محدود شود. دیفتری باعث زوال در غلاف‌های عصبی در بخش مرکزی و محیطی دستگاه عصبی که منجر به انحطاط در مرکز کنترل و در نتیجه از دست دادن احساس می‌شود. دیفتری یک بیماری مسری است که به وسیله تماس فیزیکی مستقیم یا تنفس ذرات معلق در هوا که شامل باکتری‌های دیفتری باشد انتقال می‌یابد. در بسیاری از کشورهای پیشرفته به‌وسیله واکسیناسیون فراگیر به‌کلی ریشه‌کن شده‌ است. برای مثال در طول سال‌های ۱۹۸۰ تا ۲۰۰۰ به‌طور کلی ۵۲ مورد دیفتری گزارش شده در حالی که در طول سال‌های ۲۰۰۰ تا ۲۰۰۷ فقط ۵ مورد آلودگی به دیفتری گزارش شده است چرا که تمام بچه‌ها در مدارس توسط واکسن واکسیناسیون می‌شوند. همچنین واکسیناسیون بزرگسالان نیز انجام شده است به‌ویژه برای افرادی که به مناطقی سفر می‌کنند که هنوز دیفتری وجود دارد. اگرچه با افزایش سن تاثیر واکسیناسیون به‌مراتب کاهش می‌یابد.

## تاریخچه
در سال۱۹۲۰ تخمین داده شد که فقط در آمریکا هر ساله ۱۰۰ الی ۲۰۰ هزار نفر به دیفتری مبتلا می‌شوند وهر ساله حدود ۱۳ الی ۱۵ هزار نفر بر اثر دیفتری جان می‌سپارند؛ که بیشترین این افراد کودکان بودند. یکی از شیوع‌های مشهور در آمریکا مربوط به ناحیه نوم آلاسکا در سال ۱۹۲۵ بود که یک بسیج عمومی با ارسال بل سرم برای بیماران همراه بود و هنور هم در جشن سالانه مسابقه ترحم یاد آن نگه داشته می‌شود.
همچنین دیفتری در خانواده سلطنتی در سده ۱۹ شیوع پیدا کرد و در آن پرانسس الیس دختر ملکه ویکتوریا و همچنین دخترش پرانسس الیس مای در دسامبر و نوامبر ۱۸۷۸ بر اثر دیفتری مردند. در سال ۱۸۸۰ جوزف ادویر یکی از موثرترین راه‌های مبارزه با دیفتری را در آن زمان کشف کرد. جوزف لوله‌ای را طراحی کرد که در گلوی افراد قرار می‌گرفت و آن‌ها را از خفه شدن نجات می‌داد. چرا که یک غشای چسبناک مسیر تنفسی بیمارها را مسدود می‌کند. در سال ۱۸۹۰ پزشک آلمانی بهرینگ یک پادتن را برای دیفتری کشف کرد که باکتری‌های دیفتری را نمی‌کشت ولی سم آن‌ها را خنثی می‌کرد .بهرینگ کشف کرده بود که که در خون بعضی حیوانات این پادتن وجود دارد او خون حیوانات را گرفت و این ماده را استخراج کرد و نخستین جایزه نوبل را در زمینه پزشکی نصیب خود کرد، هم‌زمان با وی در مرکز علمی پاستور امیل روکس و اجوست نیز پادتن‌های مشابهی کشف کردند؛ ولی نخستین واکسن موفق در سال ۱۹۱۳ توسط او ساخته شد اگرچه هیچ آنتی‌بیوتیکی تا بعد از اینکه در جنگ جهانی دوم داروی سولفا کشف نشد برای دیفتری ساخته نشد. اسکیک تست در سال‌های ۱۹۱۰ و۱۹۱۱ اختراع شد این آزمایش تعیین می‌کند که آیا فرد مستعد دیفتری است یا نه. این نام بعد از سازنده آن (بال اسکیک) توسط پزشک متخصص اطفال در آمریکا که بورن نام داشت نام‌گذاری شد.
دکتر اسکیک یک مبازه با دیفتری را پایه‌گذاری کرد که ۵ سال به طول انجامید؛ و به عنوان یک بخش از این مبارزه شرکت بیمه با نام متروپولیتن در اقدامی دست به انتشار ۸۵ میلیون اعلامیه هشدار در برابر دیفتری کرد و از والدین خواست که نسبت به فرزندان خود در برابر دیفتری هوشیار باشند. واکسن دیفتری در دهه بعد از او ساخته شد و در سالهای نزدیک به ۱۹۲۴ مرگ ومیر ناشی از دیفتری سیر نزولی به خود گرفت.

## علائم وعلامت‌ها

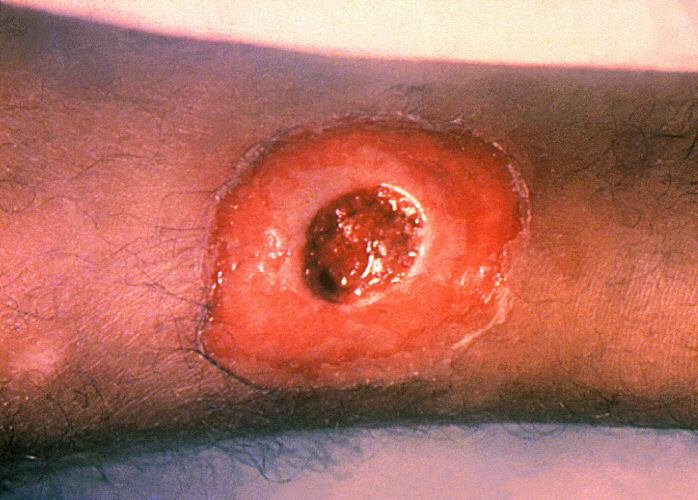
ضایعه پوستی دیفتری روی ساق پا. Corynebacterium diphtheriae نه تنها می تواند بر روی سیستم تنفسی تأثیر بگذارد، بلکه بر پوست نیز تأثیر می گذارد، جایی که به صورت یک زخم باز ظاهر می شود.

علائم مربوط به مشکلات تنفسی در دیفتری بعد از ۲ الی ۵ روز بروز کرده و در این مدت به صورت نهفتگی می‌باشد دیفتری از آن انواع بیماری‌های است که به مرور پیشرفت می‌کند. علائمی نظیر خستگی وتب وگلو درد ومشکل بلع غذا دیده می‌شود در کودکان علائمی چون تهوع و استفراغ و لرز و تب شدید نیز مشاهده می‌شود اگرچه این علائم ممکن است تا زمانی که عفونت پیشرفت نکرده باشد بروز نیابد. در حدود ۱۰٪ از موارد نیز به صورت تورم در گلو نیز دیده می‌شود که نشان از خطرناک بودن وریسک بالای مرگ است. علاوه بر عفونت وعلائم ظاهری ممکن است علائمی چون بی‌اشتهایی و زرد رنگی و ضربان تند قلب نیز مشاهده شود. این علائم به دلیل سمی است که باکتری‌های دیفتری ترشح کرده‌است. در بعضی موارد این علائم همراه با کاهش فشار خون نیز هستند و در موارد وجود طولانی مدت دیفتری اختلالات عصبی و قلبی نیز ممکن است مشاهده شود. نوعی از دیفتری به نام دیفتری پوستی ممکن است در اثر عفونت‌های ثانوی بیماری‌های قبلی پوستی رخ دهد علائم دیفتری پوستی بعد از ۷ روز از بیماری عادی پوستی در افراد دیده می‌شود.

## تشخیص
تعریفی که در حال حاضر سازمان کنترل ومحافظت در مقابل بیماری (CDC) از دیفتری دارد بر دو اساس آزمایشگاهی و کلینیکی استوار است. معیار آزمایشگاهی: ۱) ایزوله کردن کورینه باکتریوم دیفتریه از نمونه کلینیکی و ۲) مبحث امراض‌شناسی در مورد دیفتری معیار کلینیکی :۱) رد پای بیماری تنفسی در قسمت فوقانی دستگاه تنفسی همراه با گلو درد و ۲) تب خفیف و ۳) وجود چسبندگی و لایه غشای چسبنده کاذب در حلق ولوزه و داخل مجاری بینی.

## طبقه‌بندی حالت‌ها
- احتمالی: عوامل کلینیکی حاکی از وجود بیماری است ولی عوامل آزمایشگاهی آن را اثبات نمی‌کند.
- حتمی: عوامل کلینیکی حاکی از وجود بیماری است و عوامل آزمایشگاهی نیز آن را اثبات می‌کند.

باید معالجه تجربی در مورد بیمارانی که احتمال بالای آلوده شدن در آن‌ها وجود دارد به تدریج و به صورت عمومی آغاز شود.

## پیشگیری
راه های پیشگیری از این بیماری خطرناک شامل تزریق واکسن DTaP پنج دوز در کودکی و بعد هر ۱۰ سال یک بار تزریق واکسن TD است چون باکتری در مقابل نور خورشید حساس است پس در روز های تابستان به دلیل گرمای خورشید از بین میرود و در هوا پخش نمی‌شود استفاده از الکل برای ضد عفونی سطوح و دست ها نیز موثر است استفاده از ماسک دستکش استریل نیز ابتلا به این بیماری را کاهش میدهد.  

## درمان
بیماری دیفتری را می‌توان تحت کنترل درآورد ولی حالات شدید آن مانند تورم در گلو و مشکل در تنفس و بلع و مشکلات مرتبط با غدد لنفاوی وجود دارد که در این حالات باید سریعاً بیمار تحت مداوا قرار بگیرد و مسیر مسدود تنفسی به وسیله لوله باز شود. ریتم قلبی نامنظم می‌تواند در این مقطع یا یک هفته بعد از این رخ دهد و به سکته قلبی و فلج شدن قلب بینجامد همچنین می‌تواند باعث سکتهٔ قلبی وایجاد عیب در چشم و گوش و ماهیچه‌ها شود. بیماری که به حالت شدید دیفتری مبتلا شده باشد، حال خوبی ندارد و باید در بخش ای سی یو بستری شود و فوراً به او پادتن تزریق شود ولی باید مد نظر داشت که این پادتن‌ها، سمی را که در بافتها جمع شده از بین نمی‌برد. در صورت کوتاهی کردن در این زمینه ریسک بالایی از مرگ وجود دارد. تزریق مقدار پادتن به تشخیص کلینیکی بستگی دارد و نباید منتظر تأیید آزمایشگاه بود.آنتی بیوتیکها بر عفونتهای موضعی افرادی که پادتن دریافت کرده‌اند، اثر چندانی ندارد. تزریق آنتی‌بیوتیک برای بیمارانی در رده دیفتری نوع سی صورت می‌گیرد و از انتقال باکتری به دیگر افراد جلوگیری می‌کند.تزریق مایعات داخل وریدی برای کم آبی بدن و خشک نشدن بدن فرد آلوده الزامی است آنتی بیوتیک های نظیر  اریترومایسین یا پنی سیلین باکتری را ریشه کن کرده و از گسترش آن جلوگیری میکند چک کردن علائم حیاتی بیمار از اقدامات مهم هستش دارو های ضد اسپاسم میتواند از فلج پیشگیری کند.